# 拉萨黄堇
拉萨黄堇（学名：Corydalis lhasaensis）为罂粟科紫堇属下的一个种。

## 扩展阅读
- 維基物種上的相關：拉萨黄堇